# Bronx United
Bronx United was een Amerikaanse voetbalclub uit New York. De club werd opgericht in 1908 en opgeheven in 1915. De club speelde vijf seizoenen in de National Association Football League.